# Ribā
La ribā (in arabo ربا‎?,[rɪbæ ː]) è un termine giuridico islamico traducibile con usura o interesse.
La traduzione è oggetto di discussione fra gli studiosi, motivo per il quale si preferisce utilizzare direttamente il termine arabo. La ribā è vietata nel Corano e nella Sunna, ed è considerata un peccato grave. Questa proibizione influenza il modo in cui la finanza islamica opera. La più rilevante conseguenza di questa proibizione per quanto riguarda il sistema bancario islamico è la proibizione dell'interesse economico, che ha portato alla creazione di numerosi metodi di finanziamento che permettessero di prestare denaro senza interesse, almeno da un punto di vista formale. Questi metodi sono per la maggior parte contratti utilizzati nel corso del Medioevo convertiti in moderni dispositivi finanziari.